# Tourisme au Kenya

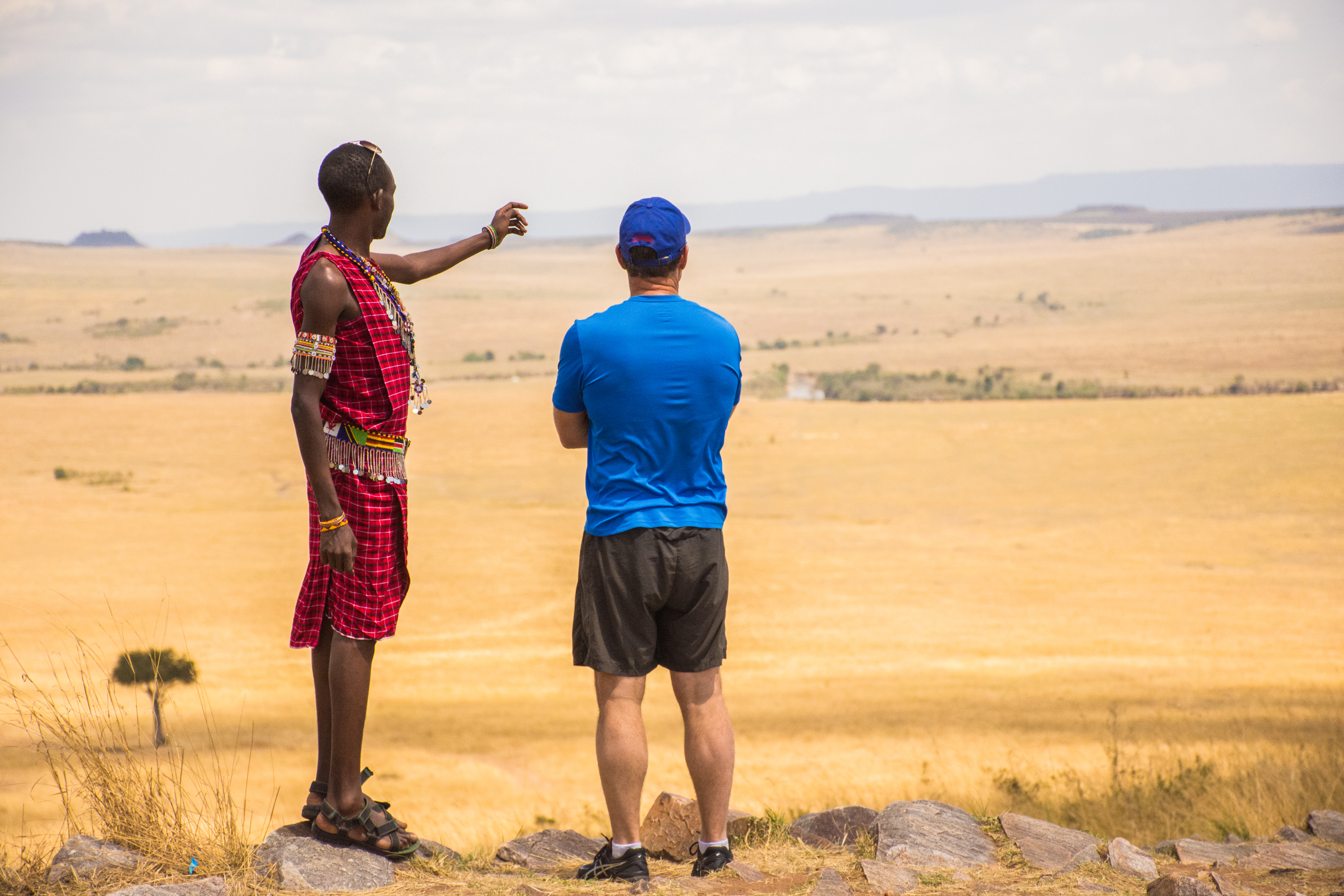
Guide Massaï partageant ses connaissances

Évolution du nombre de touristes internationaux au Kenya

Le tourisme au Kenya est la deuxième source de revenus du pays, après l'agriculture. L'Office du tourisme du Kenya est chargé de fournir les informations sur le tourisme au Kenya et d'assurer la communication et la promotion du pays à l'étranger,.
Le tourisme balnéaire, l'écotourisme, le tourisme culturel et le tourisme sportif font partie de ce secteur d'activité, qui se divise entre tourisme étranger et tourisme intérieur.

## Historique

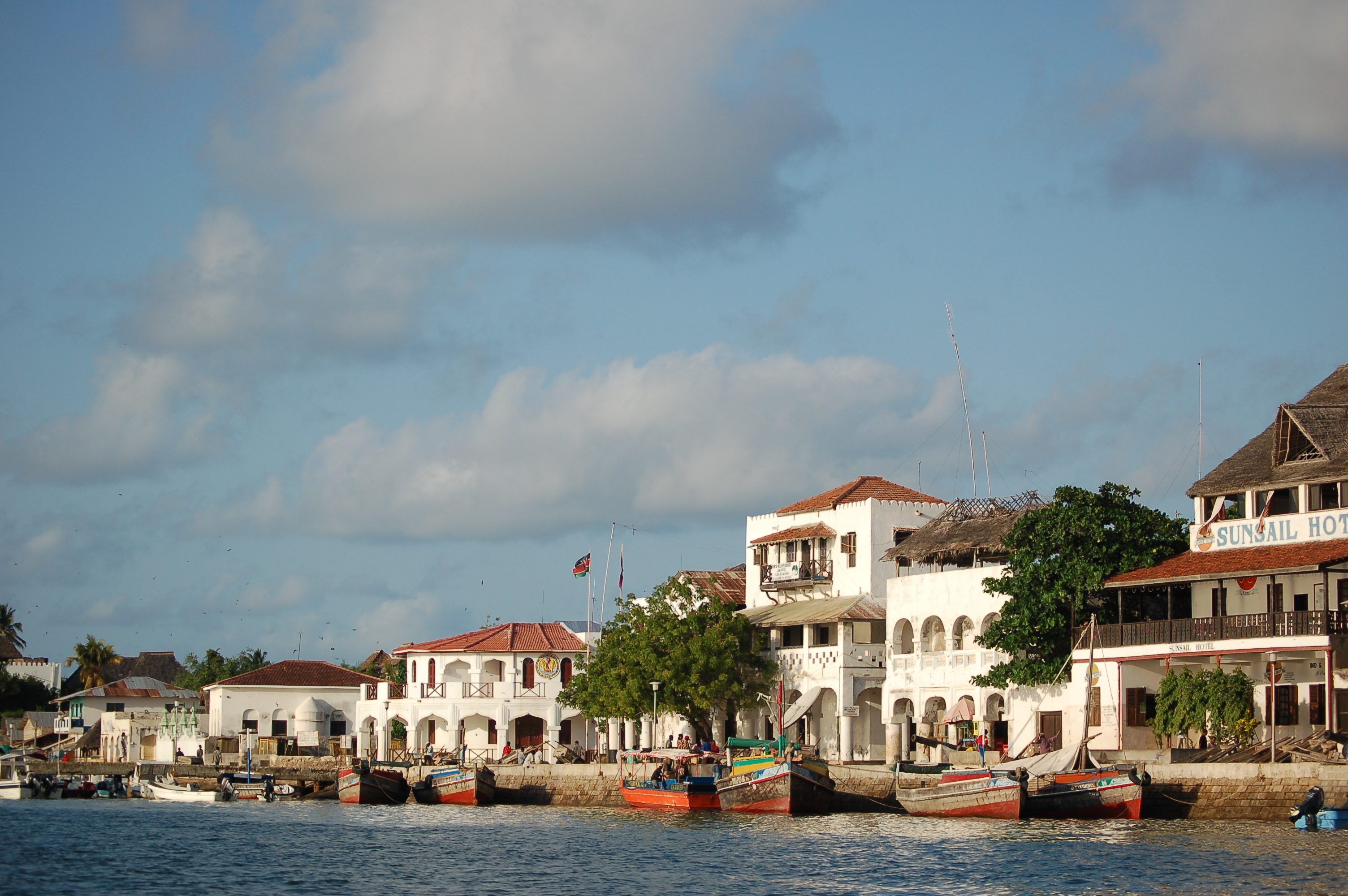
Vieille ville de Lamu

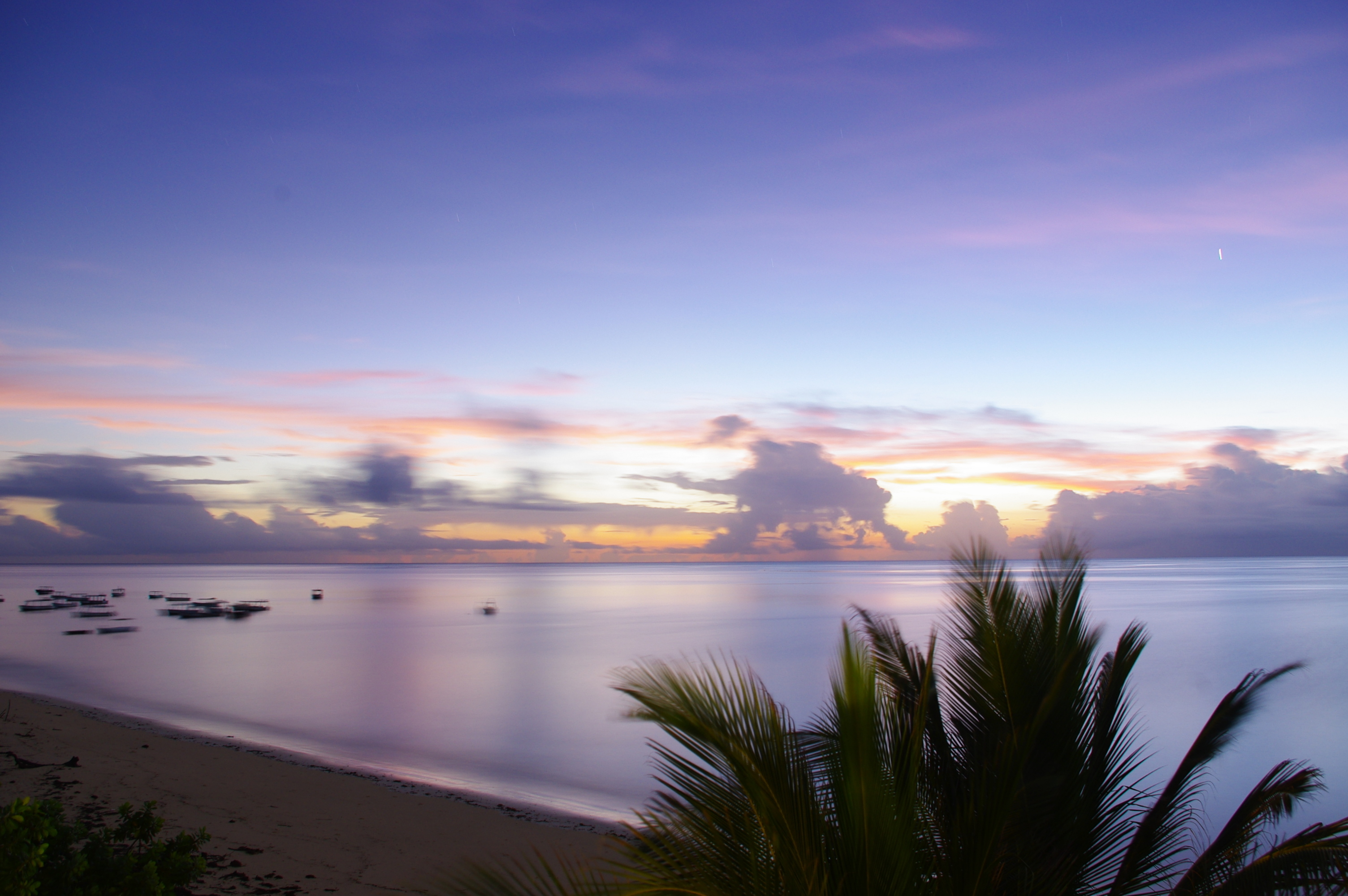
Lever du soleil sur la plage de Malindi

Au cours des années 1990, le nombre de touristes voyageant au Kenya diminue, en partie à cause des meurtres très médiatisés de plusieurs touristes. Cependant, le tourisme au Kenya est l'une des principales sources de revenus du pays avec la production de café.
À la suite de l'élection présidentielle controversée de 2007 et de la crise kényane de 2007-2008 qui suit, les revenus du tourisme chutent de 54 % par rapport à 2007 au premier trimestre 2008. Ces revenus tombent à 8.08 milliards de shillings kényans (130,5 millions de dollars) et un total de seulement 130 585 touristes arrivent au Kenya contre plus de 273 000 l'année précédente. Les revenus provenant des touristes en provenance de Chine chutent de 10,7 %, contre plus de 50 % pour les touristes venant des États-Unis et d'Europe. Le tourisme intérieur augmente lui de 45 %, rapportant au secteur touristique 3.65 milliard de shillings au cours de la période considérée,.
Le tourisme de conférence est durement touché au cours du premier trimestre, chutant de 87,4 % par rapport aux chiffres enregistrés en 2007. La participation aux conférences diminue également avec 974 personnes arrivées au Kenya au cours de cette période, tandis que de nombreuses conférences sont annulées. Les voyages d'affaires diminuent de 21 % au cours de la période et 35 914 voyageurs d'affaires entrent dans le pays, contre 45 338 au cours de la même période l'année précédente.
Le Kenya remporte le prix de la meilleure destination de loisirs au World Travel Fair de Shanghai, en Chine, en avril 2008. La secrétaire permanente du ministère du Tourisme du Kenya, Rebecca Nabutola, déclare que le prix « témoignera du fait que le Kenya a un produit touristique unique de renommée mondiale. Cette reconnaissance stimulera sans aucun doute le tourisme du Kenya et améliorera son profil en tant que destination touristique de premier plan. ».
Le nombre de touristes atteint un pic à 1,8 million de visiteurs en 2011 avant de diminuer en raison d'attaques terroristes en 2013, en particulier l'attaque terroriste du centre commercial Westgate, qui entraîne des restrictions de voyage et des craintes de la part des touristes, notamment en provenance d'Angleterre. 1,49 million de touristes internationaux arrivent en effet au Kenya cette année-là. Malgré les avis déconseillant le pays aux touristes pendant la période électorale, les arrivées de touristes au Kenya passent de 72 573 en novembre 2017 à 105 862 en décembre. 82000 touristes arrivent en moyenne chaque mois de 2006 à 2017[réf. nécessaire].

## Statistiques
En 1995, 34 211 lits d'hôtel sont disponibles dans le pays, avec un taux d'occupation de 44 %. 1 036 628 visiteurs arrivent au Kenya en 2000 et les recettes touristiques s'élèvent à 257 millions de dollars. Cette année-là, le gouvernement américain estime le coût moyen d'un séjour à Nairobi à 202 dollars par jour, contre 94 à 144 dollars par jour à Mombasa, selon la période de l'année.
En 2018, plus de 2 millions de touristes ont visité le Kenya.
En 2019, le nombre de visiteurs total est de 2 048 334 ; 1 423 971 à Nairobi, 128 222 à Mombasa et 27 447 via d'autres aéroports, les autres visiteurs arrivant par voie terrestre. La croissance du Kenya en 2019 se monte à 1,167 %. En plus de cette croissance globale, l'aéroport international Jomo-Kenyatta et l'aéroport international Moi enregistrent une croissance significative de 6,07% et 8,56% respectivement. Najib Balala, secrétaire du cabinet du tourisme au Kenya, se voit attribuer la réussite de projets touristiques qui ont permis de rapporter l'équivalent de 1,6 milliard de dollars à l'économie du pays.

## Écotourisme
L'écotourisme est un modèle de voyage responsable dans les zones naturelles, qui promeut la conservation de l'environnement du pays hôte et des modes de vie de la communauté locale. Cela diffère du tourisme de masse, qui est un mouvement plus organisé et traditionnel d'un plus grand nombre de personnes vers des lieux spécialisés ou des « destinations populaires », telles que des centres de villégiature. Le tourisme de masse est souvent proposé dans des forfaits où le touriste peut acheter un billet d'avion, un hôtel, des activités, de la nourriture, etc. auprès d'une seule entreprise. Les acteurs majeurs de ce type de tourisme ne sont généralement pas ou peu préoccupés par l'impact environnemental ou le changement climatique et placent les affaires et les revenus au premier plan. L'écotourisme est en croissance annuelle de 10 à 15 % dans le monde, et 20 % de ce tourisme correspond à des voyages vers des « pays du Sud », avec une augmentation de 6 % chaque année du tourisme spécifiquement vers les pays du « tiers monde ». La faune et les paysages uniques du Kenya provoquent une croissance de l'écotourisme, et une grande partie de l'économie est maintenant soutenue par les revenus étrangers apportés par le tourisme, provoquant des impacts positifs, mais aussi négatifs sur la culture, les écosystèmes et les modes de vie de la population locale.

### Impacts positifs
Pour les voyageurs, l'écotourisme est une alternative attrayante à la migration massive des vacanciers et offre une interaction plus intime avec la nature et la culture locales. Au lieu de passer du temps libre à l'intérieur des murs d'une station balnéaire, les « écotouristes » vivent une expérience plus « réelle » et peuvent mieux apprécier les ressources naturelles, les paysages et la faune du monde. L'écotourisme incite également des entreprises telles que les hôtels et les gîtes à être plus soucieuses de l'environnement( recyclage, fourniture de produits respectueux de l'environnement...). En plus de stimuler considérablement l'économie des pays d'accueil par des paiements en devises étrangères, le tourisme offre de nouvelles opportunités professionnelles pour les habitants, tels que les emplois de guides touristiques, la fabrication et la vente de produits d'artisanat, les services de restauration et les spectacles culturels, ce qui contribue aussi à réduire la nécessité pour les gens de recourir à des pratiques écologiquement impactantes comme le braconnage, la chasse et la pêche. La construction de nouvelles installations médicales, de sources d'eau potable, de nouvelles routes et l'installation de réseaux électriques pour accueillir les touristes offre du même coup un confort de vie plus élevé aux communautés locales. L'écotourisme aide à maintenir l'intégrité environnementale et la biodiversité d'un pays en fournissant un désir économique de préserver les terres indigènes et la faune sous la forme de réserves et de parcs à gibier, qui contribuent à la protection des espèces menacées. Les revenus des parcs, des safaris-photos, des frais de séjour et des taxes locales contribuent le plus souvent aussi au travail de conservation. Plutôt que la solution rapide de dons monétaires, l'écotourisme offre potentiellement une solution à plus long terme à la pauvreté[réf. souhaitée].

### Impacts environnementaux négatifs
Avec l'essor du tourisme et l'afflux subséquent d'opportunités économiques au Kenya, vient également la dégradation progressive de son environnement et des écosystèmes mêmes qui sont censés être préservés en tant qu'attractions principales des touristes. La construction même de préservations et de réserves fauniques comme moyen de protection de la biodiversité environnementale est, en soi, contradictoire car elle implique la destruction commerciale de cette zone préservée pour exister. La déforestation est une conséquence extrêmement négative subie dans le processus de construction des zones protégées et des divers hébergements nécessaires aux touristes tels que l'hébergement, les campings, les routes et chemins forestiers, le bois de chauffage... Cette déforestation entraîne non seulement la perte de la flore indigène, mais également une diminution de l'habitat des espèces animales, entraînant des menaces pour leur survie. Avec la destruction de leur habitat naturel, les animaux sont déplacés dans les zones environnantes, provoquant un surpeuplement et une compétition entre des espèces auparavant non conflictuelles. Pendant les périodes de stress causées par la sécheresse ou d'autres changements naturels, la concurrence pour la nourriture, le logement et l'eau devient intense et le résultat est potentiellement désastreux pour toute une population.
Le manque de formation des guides touristiques et le manque d'éthique et de directives pour les touristes contribuent à de nombreux impacts négatifs de l'écotourisme sur l'environnement du Kenya. En une journée, dans le parc national du Masai Mara, il peut y avoir jusqu'à 200 véhicules-guides faisant la navette avec plus de 700 touristes à l'intérieur et à l'extérieur du parc. Outre l'effet direct que les camions ont sur le sol, provoquant érosion et compactage du sol, des événements « photogéniques » comme l'observation d'un léopard peuvent provoquer d'importants embouteillages au milieu de la brousse africaine. Bien que cela soit techniquement contraire aux règles du parc, les guides touristiques, parfois encouragés par un pot-de-vin de leurs passagers touristiques, s'éloignent souvent des chemins de terre désignés et roulent dans la végétation afin de permettre aux gens d'observer de plus près la faune. Non seulement cela nuit aux plantes qui sont piétinées, entraînant parfois une pénurie de nourriture pour certaines espèces animales qui en dépendent pour se nourrir, mais cela crée également un stress majeur chez l'animal observé ou photographié.
L'interaction entre les humains et les animaux sauvages dans leur habitat naturel peut entraîner un certain nombre de complications imprévues et inconscientes. La simple présence humaine peut être ressentie par la plupart des animaux et, même si elle n'est pas toujours visible, peut modifier leur physiologie et leur comportement. Le bruit de pas, l'approche d'un véhicule ou la vue d'un être humain est un stimulus si nouveau pour la plupart des animaux sauvages qu'il peut provoquer des changements majeurs dans leurs actions, les obligeant souvent à perturber leurs rituels d'alimentation ou de reproduction pour se cacher ou fuir, abandonnant même parfois leurs petits dans la foulée. Dans certains cas, comme le passage d'avions transportant souvent des touristes pour des visites aériennes en hélicoptère ou en montgolfière, l'intrusion est si bruyante qu'elle provoque une panique chez les animaux en-dessous, les perturbe et, dans certains cas, peut même blesser ou tuer des animaux qui essaient de fuir. Des bruits plus subtils causés par les humains et les véhicules, même ceux qui ne peuvent pas être entendus par l'oreille humaine, peuvent perturber considérablement les signaux parfois inaudibles, utilisés par les serpents ou certains animaux nocturnes pour trouver des proies ou naviguer, ce qui les désorientent. Un autre problème est causé par le nombre considérable de voyageurs étrangers dans des villages ruraux et des réserves qui, sinon, ne sont pas exposés à certaines bactéries, ce qui peut entraîner l'introduction de maladies étrangères dans les communautés humaines et animales.
La plupart des effets négatifs du tourisme sur la faune sont des changements à court terme dans leur comportement, mais après une exposition répétée à des stimuli provoqués par l'homme, les animaux se désensibilisent et s'habituent à la présence de touristes. Ils peuvent toutefois perdre certains aspects de leur comportement naturel, entraînant des conséquences à long terme et des effets sur l'ensemble de leur population, comme une réduction de la reproduction ou une augmentation de la mortalité.
Outre les micro-effets de l'écotourisme sur l'écologie indigène du Kenya, les macro-effets de la présence humaine accrue dans les zones rurales sur l'environnement contribuent considérablement au changement climatique. Ainsi, l'augmentation des voyages aériens et des émissions, l'augmentation des embouteillages, les gaz d'échappement des safaris contribuent à la pollution de l'air. Les précautions appropriées d'élimination des déchets ne sont souvent pas mises en place et les eaux usées sont jetées dans les pâturages ou les rivières, ce qui pollue l'eau potable. Bien que l'écotourisme soit une approche du tourisme plus respectueuse de l'environnement, il doit encore être pensé pour être plus durable et avoir un impact minimal sur les animaux, les écosystèmes et l'environnement dans son ensemble.

## Attractions touristiques

### Climat
Le climat du Kenya est chaud et sec dans la plus grande partie du pays, avec des températures chaudes toute l'année. Il y a deux saisons des pluies : d'avril à juin et d'octobre à décembre.
L'altitude élevée dans le nord-est du pays provoque dans ces régions un climat très sec et chaud. À proximité du lac Victoria, le climat est beaucoup plus humide et se rapproche des standards équatoriaux.

### Paysages
Le Kenya est connu pour ses paysages pittoresques et diversifiés. Cependant, ils peuvent être divisés entre le Kenya côtier, de culture swahilie et le Kenya intérieur, abritant les nombreux parcs nationaux du pays.

### Infrastructure
L'infrastructure touristique au Kenya est très développée avec un réseau de parcs nationaux gérés par des professionnels, des autoroutes, une connexion aérienne internationale et nationale et une industrie hôtelière de renommée internationale[réf. souhaitée].

### Faune
L'observation de la faune est l'une des attractions touristiques les plus importantes du Kenya. Il s'agit notamment de grandes espèces de félins telles que les lions, les léopards et les guépards, ainsi que les éléphants, les rhinocéros et les girafes. Tous ces animaux peuvent être vus dans leurs habitats naturels lors de safaris-photos animaliers. Les visiteurs peuvent apercevoir les « Big Five » (lion, éléphant, rhinocéros, léopard et buffle) et les « Big Nine » (guépard, girafe, hippopotame, zèbre) lors d'un safari.

### Culture
Les habitants du Kenya sont généralement connus pour être accueillants et amicaux envers les touristes et les étrangers. La culture, la cuisine et les modes de vie locaux font également partie des attractions touristiques en plus de l'attrait de la faune.

### Variété d'activités
Le tourisme au Kenya repose sur des activités et des expériences courtes et longues, parmi lesquelles des séjours chez l'habitant, des safaris, des voyages en montgolfière, des séjours de golf et des vacances d'intérêt spécial.

### Lieux d'intérêt particulier
Les attractions comprennent :
- Parc national de Ruma[25]
- Réserve forestière d'Arabuko Sokoke
- Parc national de Chyulu Hills
- Réserve nationale de la forêt de Kakamega
- Sanctuaire de Kisumu Impala
- Parc national de Kora
- Parc national marin de Malindi
- Parc national de Marsabit
- Parc national marin et réserve de Mombasa
- Parc national du mont Elgon
- Parc national du Mont Longonot
- Parc national Ol Donyo Sabuk
- Parc national des marais de Saiwa
- Parc national de Sibiloi
- Réserve nationale marine de Watamu
- Parc marin de Kisite Mpunguti
  - Parc national Malka Mari
- Parc national de Meru
  - Réserve nationale de Mwea
  - Réserve nationale de Shimba Hills
- Réserve nationale du Masai Mara
- Parc national d'Amboseli
- Parc national de Tsavo Est
- Parc national de Tsavo Ouest
- Réserve nationale de Samburu et de Shaba
- Parc national du lac Nakuru
- Île de Lamu
- Lac Naivasha
- Parc national de Nairobi
- Parc national du Mont Kenya
- Parc national de Hell's Gate
- Conservatoire d'Ol Pejeta